# Вольное (Могилёв-Подольский район)
Вольное (укр. Вільне) — село на Украине, находится в Могилёв-Подольском районе Винницкой области.
Население по переписи 2001 года составляет 78 человек. Почтовый индекс — . Телефонный код — 4337.
Занимает площадь 0 км².

## Адрес местного совета
24050, Винницкая область, Могилёв-Подольский р-н, с. Грушка, ул. 70-летия Октября, 78